# George M. Cohan

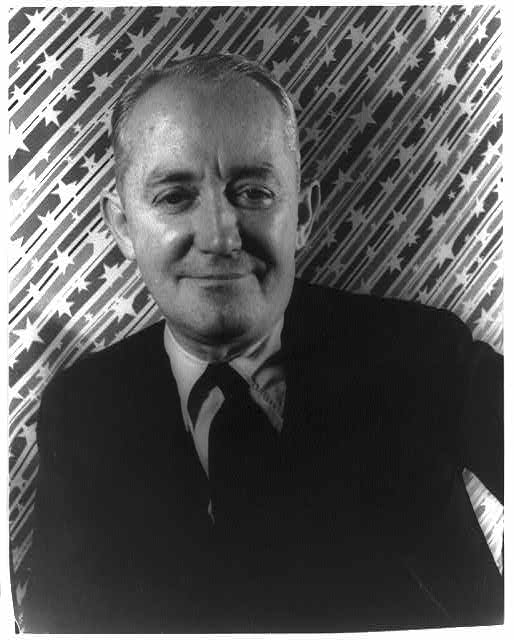
George M. Cohan (1933)

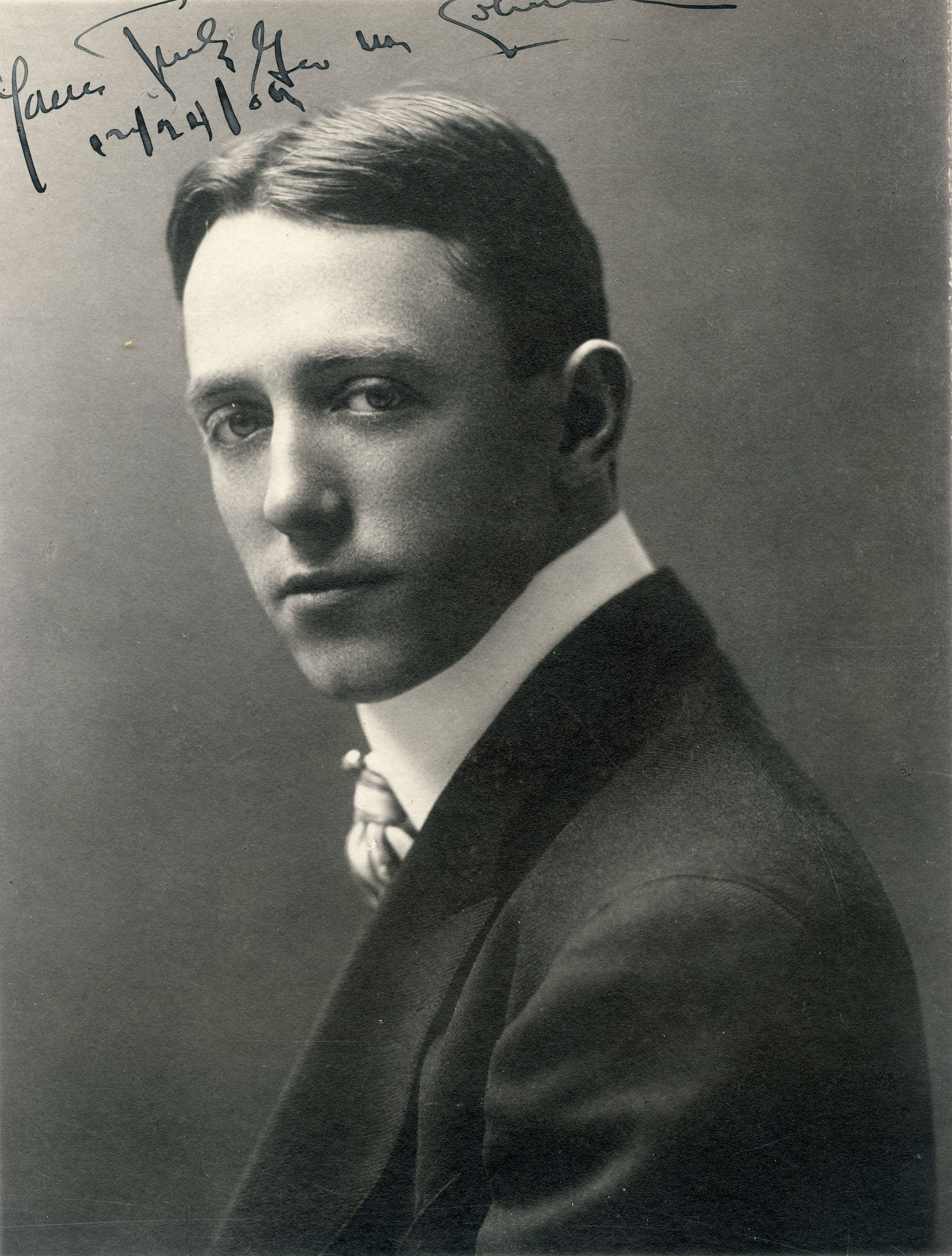
George M. Cohan (1909)

George Michael Cohan (* 3. Juli 1878 in Providence, Rhode Island; † 5. November 1942 in New York City) war ein US-amerikanischer Schauspieler, Schriftsteller, Komponist, Regisseur und Produzent. Er war ein Pionier des Musicals und in der Dekade vor dem Ersten Weltkrieg scherzhaft bekannt als „der Mann, dem der Broadway gehört“.

## Leben
Cohans Eltern waren Jeremiah Keohane „Jere“ Cohan (1848–1917) und Helen Frances „Nellie“ Costigan Cohan (1854–1928), irischstämmige Katholiken, die ihren Lebensunterhalt als reisende Vaudevillekünstler verdienten. Seine Schwester Josephine „Josie“ Cohan Niblo (1874–1916) heiratete später den bedeutenden Filmregisseur Fred Niblo; ihr Sohn, Fred Niblo junior, wurde Drehbuchautor.
Seit frühester Kindheit traten die Geschwister gemeinsam mit den Eltern auf der Bühne auf. Bereits als Jugendlicher erregte Cohan Aufsehen als begabter Tänzer. Gleichzeitig begann er für das kleine Familienensemble, das unter dem Namen „The Four Cohans“ auftrat, Stücke und Songs zu schreiben. Bereits 1893 verkaufte er seine ersten Songs an einen Verleger.
Den ersten Erfolg am Broadway hatte er 1904 mit seiner Show Little Johnny Jones. Cohan wurde einer der führenden Musicalkomponisten der Tin Pan Alley. Er schrieb und komponierte mehr als 1.500 Songs, die für ihre eingängigen Melodien und witzigen Texte bekannt waren. Zu seinen bekanntesten Songs zählten Give My Regards to Broadway, You're a Grand Old Flag, The Warmest Baby In the Bunch, Life's a Funny Proposition After All, I Want to Hear a Yankee Doodle Tune, You Won't Do Any Business If You Haven't Got a Band, Mary's a Grand Old Name, The Small Town Gal, I'm Mighty Glad I'm Living, That's All, That Haunting Melody und Over There.
Gemeinsam mit Sam Harris war Cohan darüber hinaus auch als Produzent tätig und brachte am Broadway von 1906 bis 1926 mehr als drei Dutzend Shows auf die Bühne, darunter Louis Hirschs und James Montgomerys Erfolgsshow Going Up (1917).
In den 1930er Jahren begann Cohan am Broadway eine zweite Karriere als Bühnendarsteller. 1932 erschien er neben Claudette Colbert und Jimmy Durante in einer Doppelrolle in dem Musical The Phantom President. Als er 1933 in Eugene O’Neills Schauspiel Ah, Wilderness! auftrat, errang er erstmals auch Beachtung als ernster Darsteller. 1937 war er als Präsident Franklin D. Roosevelt in dem Musical I'd Rather Be Right zu sehen.
Cohans Musical Little Nellie Kelly (1922) erreichte 1940 ein großes Publikum, als Norman Taurog den Stoff mit Judy Garland in der Hauptrolle verfilmte. Cohans Kriminalstück Seven Keys to Baldpate wurde gleich mehrfach verfilmt, zuletzt unter dem Titel Das Haus der langen Schatten (1983, mit Vincent Price, Christopher Lee, Peter Cushing und John Carradine).

## Privates
Im Alter von 64 Jahren starb Cohan an Krebs. Er liegt auf dem Woodlawn Cemetery in der Bronx begraben.
Cohan war in erster Ehe mit der Bühnendarstellerin Ethel Levey (eigentlich Grace Ethelia Fowler, 1880–1955) verheiratet, von der er 1907 geschieden wurde. Im selben Jahr heiratete er die Tänzerin Agnes Mary Nolan, die ihn um 30 Jahre überlebte. Seine Töchter aus zweiter Ehe gingen ebenfalls ins Showbusiness.

## Wirkung und Nachleben

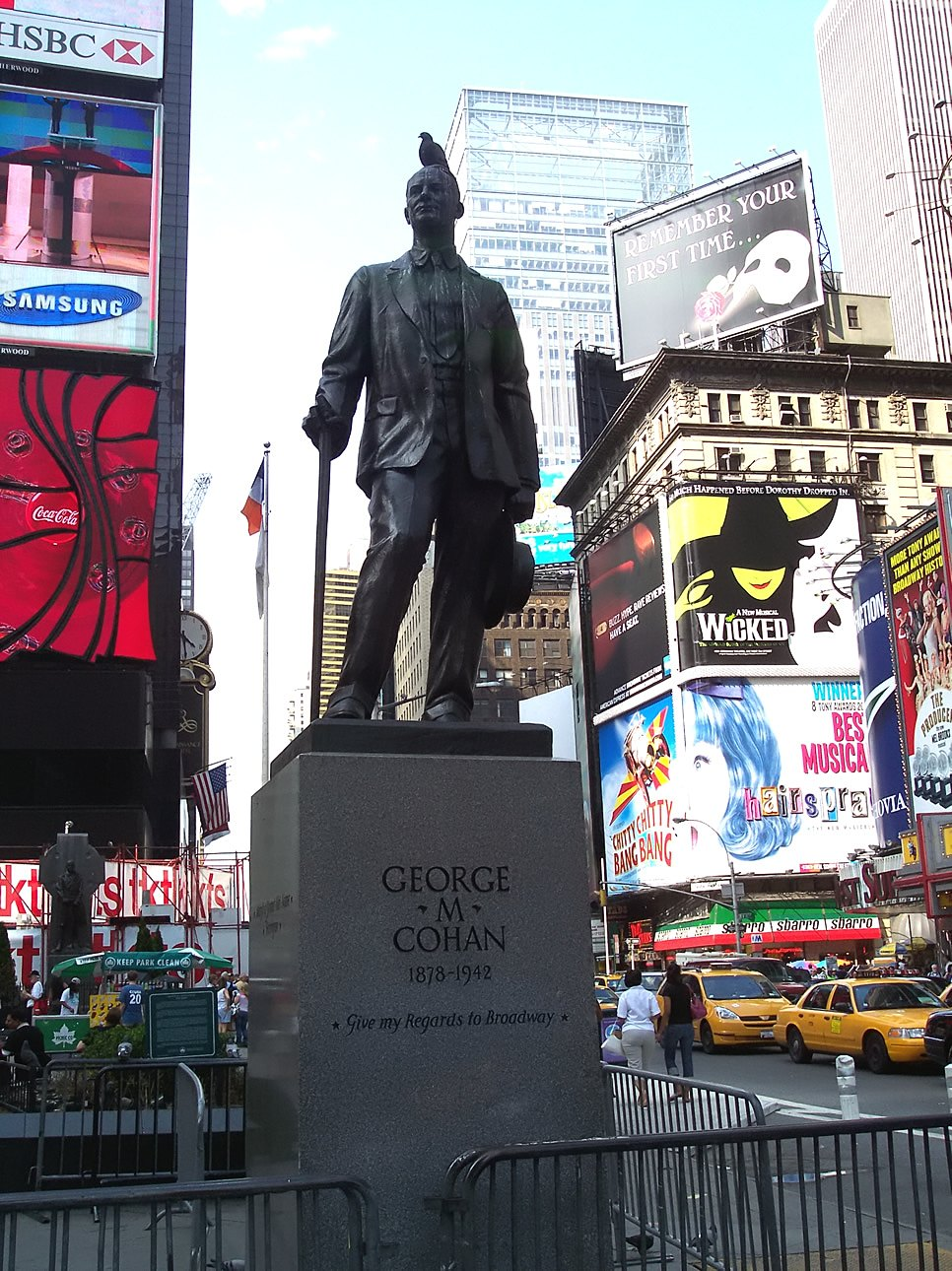
Statue von George M. Cohan am New Yorker Times Square

Cohan gilt als Entdecker und Förderer vieler bedeutender Persönlichkeiten der amerikanischen Unterhaltungsindustrie, wie z. B. Spencer Tracy.
Michael Curtiz errichtete Cohan 1942 mit dem biografischen Spielfilm Yankee Doodle Dandy ein filmisches Denkmal. James Cagney, der Cohan in diesem Film verkörperte, erhielt für seinen Auftritt einen Oscar. 1943 wurde auch Cohans Stück The Meanest Man (1920) unter dem Titel The Meanest Man in the World mit Jack Benny in der Hauptrolle verfilmt.